# يوهان كاباي
يوهان كاباي (بالفرنسية: Yohan Cabaye؛ من مواليد 14 يناير 1986) لاعب كرة قدم فرنسي سابق لعب مع المنتخب الفرنسي في مركز لاعب الوسط. سبق له أن مثل بلاده في كأس العالم.ج

## روابط خارجية
- يوهان كاباي على موقع الاتحاد الدولي (مؤرشف)  (الإنجليزية)
- يوهان كاباي على موقع الاتحاد الأوربي (الإنجليزية)
- يوهان كاباي على موقع رابطة كرة القدم الفرنسية للمحترفين (الإنجليزية)
- يوهان كاباي على موقع إي إس بي إن إف سي (الإنجليزية)
- يوهان كاباي على موقع قاعدة بيانات كرة القدم.إي يو (الإنجليزية)
- يوهان كاباي على موقع ليكيب (الفرنسية)
- يوهان كاباي على موقع ناشيونال فوتبول تيمز (الإنجليزية)
- يوهان كاباي على موقع Soccerbase.com (لاعب) (الإنجليزية)
- يوهان كاباي على موقع Soccerway.com (الإنجليزية)
- يوهان كاباي على موقع عالم كرة القدم.نت (الإنجليزية)